# Ольгине (Каховський район)
О́льгине (в минулому — Ней-Карлсруе) — село в Україні, у Горностаївській селищній громаді Каховського району Херсонської області. Населення становить 1043 осіб.

## Розташування
Село розташоване за 19 км від центру громади та за 16 км від залізничної станції Братолюбівка.

## Топонім
Село спочатку називалося Ней-Карлсруе, згодом князь Олександр Кочубей перейменував село на честь своєї доньки Ольги[джерело?].

## Історія
Засноване у 1869 році німцями з Молочанського повіту як Ней-Карлсруе. Станом на 1886 рік у колонії німців мешкало 236 осіб, налічувався 41 дворів, існували молитовний будинок та школа.
Село входило до Дніпровського повіту Марієнфельдської волості колонії Ней-Карлсруе. Після 1914 року — до Маринської волості.
7 (20) листопада 1917 року, відповідно до Третього Універсалу Української Центральної Ради, увійшло до складу Української Народної Республіки.
У 1927 року була утворена Ольгинська сільська рада, до якої входили села з переважно німецькими мешканцями: села Ольгине, Кочубеївка, Клейнібенталь, Кронау, Шенвізе.
У лютому 2022 року село тимчасово окуповане російськими військами під час російсько-української війни.

## Голодомор 1932—1933 років
У 1932—1933 роках, під час Голодомору, у селі Ольгине, тоді Каховський райн, Одеська область, загинуло 34 особи. Нині встановлено імена 28.

## Населення
Згідно з переписом УРСР 1989 року чисельність наявного населення села становила 1029 осіб, з яких 510 чоловіків та 519 жінок.
За переписом населення України 2001 року в селі мешкало 1028 осіб.

### Мова
Розподіл населення за рідною мовою за даними перепису 2001 року:
| Мова       | Відсоток |
| ---------- | -------- |
| українська | 93,48 %  |
| російська  | 5,37 %   |
| білоруська | 0,29 %   |
| румунська  | 0,10 %   |
| угорська   | 0,10 %   |
| інші       | 0,66 %   |

## Футбольна команда
Футбольний клуб "Агросвіт" був фіналістом кубку області в 2006 році.
В 2012 році було засновано футбольний клуб "Ольгине", який брав участь в районному чемпіонаті з футболу в 2012-2014рр., а також в кубку Горностаївського району.
Також щорічно в травні проводиться футбольний турнір "Кубок памʼяті М.Проценка", присвячений футболісту, який трагічно звгинув в автокатастрофі в 2002р.

## Відомі уродженці
- Тетерук Михайло Володимирович (1978—2018) — ветеран Антитерористичнної операції на сході України, учасник боїв за Донецький аеропорт.
- навчався Горо Сергій Петрович (1981—2017) — молодший сержант Збройних сил України, учасник російсько-української війни.